# Société Parthénon littéraire

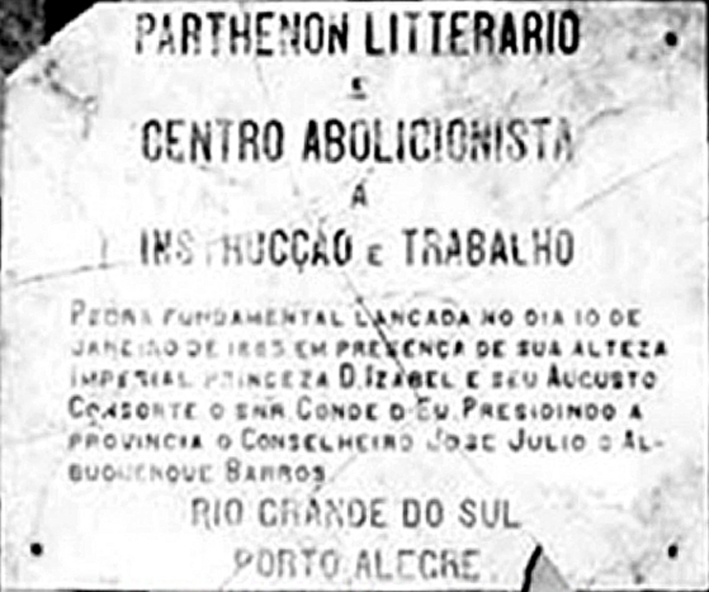
Première pierre de ce qui aurait dû devenir le siège de l’association, projeté en 1885 mais jamais réalisé.

La Société Parthénon littéraire (en portugais Sociedade Parthenon Litterario), mieux connue sous son appellation abrégée Parthenon Litterario, était une association littéraire brésilienne fondée à Porto Alegre, capitale de la province du Rio Grande do Sul, et considérée comme la principale association culturelle dans ladite province au XIXe siècle.
Surgie en une période où les belles-lettres étaient encore à l’état embryonnaire au Brésil et où la population était massivement analphabète, le Parthenon Litterario figure comme l’entité qui façonna et consolida effectivement la vie littéraire régionale, en éditant une revue mensuelle renommée, en stimulant la pratique de la lecture et de la création littéraire, en promouvant l’instruction populaire par des cours et d’autres activités, et en organisant des salons littéraires (saraus) et des conférences régulières non seulement sur des sujets littéraires, mais aussi philosophiques, et sur toute une variété d’autres sujets présentant quelque intérêt à ce moment historique, tels que la moralisation des coutumes, le régime politique national, le système éducatif, la définition de l’identité régionale, l’abolition de l’esclavage, et l’émancipation féminine. L’association exerça une forte influence sur la politique, contribua à propager l’idéal républicain, et œuvra notamment à l’affranchissement de tous les esclaves de Porto Alegre.
Fondé en 1868 par un groupe d’une vingtaine de personnes intéressées, le Parthénon littéraire, dont les chefs de file étaient José Antônio do Vale Caldre e Fião et surtout Apolinário Porto-Alegre (es), parvint à compter plus de 140 membres effectifs, à constituer un réseau de plus de 300 collaborateurs, et à réunir une bonne part de l’élite intellectuelle de la province. Si, brandissant la bannière de la régénération de la société brésilienne par l’enseignement et la littérature, et traçant des projets ambitieux, elle fut louangée à son époque comme cause d’importantes avancées culturelles et sociales, quelques-unes de ses initiatives cependant furent un échec et la plupart de ses productions spécifiquement littéraires n’ont plus guère qu’une valeur historique et sont valorisées aujourd’hui principalement en égard à leur rôle de catalyseur culturel et de facteur structurant de la vie littéraire, et pour avoir jeté les fondements d’une littérature de caractère régionaliste, exaltant la figure du gaúcho, évoquant le folklore local, mettant en scène l’histoire du Rio Grande do Sul, et utilisant ses campagnes comme décor, le tout sous le signe du romantisme. Le projet culturel du Parthénon rassembla autour de lui toute une génération de nouveaux talents, fit naître un nouveau public de lecteurs, suscita l’apparition de bibliothèques, d’écoles, d’associations et de publications littéraires dans nombre de villes de la province, de sorte que les activités déployées par la société permettent de brosser le tableau le plus complet de la classe intellectuelle rio-grandense de la fin du XIXe siècle.
Le Parthénon cessa ses activités vers 1888, mais fut réactivé en 1892, et poursuivit pendant quelques rares années encore une existence précaire. Disparu officiellement en 1899, il aura laissé une marque durable dans la vie culturelle du Rio Grande do Sul et fera l’objet d’un grand nombre d’études critiques, bien que son histoire et ses apports présentent encore quelques aspects mal connus ou insuffisamment approfondis. En 1997, des admirateurs de l’héritage de la société entreprirent de la refonder sous le même nom de Sociedade Partenon Literário (mais avec la graphie portugaise moderne), en renouant avec sa pratique de séances régulières, en organisant des activités diversifiées et en créant plusieurs publications.